# Ville de Dieppe

Le Ville de Dieppe, est un trois-mâts barque, pétrolier à voile à citernes, en service de 1888 à 1917. En 1888, il est le premier navire de ce type à battre pavillon français. Pendant la Première Guerre mondiale, en 1917, il est coulé par un U-boot allemand.

## Construction
C'est un trois-mâts barque construit majoritairement en acier et fer à Woolston, quartier de Southampton par Oswald Maurdaunt and Co. Il est lancé en septembre 1888 et est dévolu au transport de pétrole brut. Il est donné pour 68,2 m de long, 11,15 m de large et 6,4 m de creux. Il jauge 1254 tonneaux. Il a un port en lourd de 2 000 t de pétrole brut réparties en vrac dans 10 citernes et non plus en barils. C'est le premier pétrolier à voile de ce type à naviguer sous pavillon de la France.

## Service

### 1888-1902
Il arrive à Dieppe le 15 novembre 1888 en provenance d'Angleterre tracté par le remorqueur britannique Albert-Edward. Il est baptisé le mardi 20 novembre 1888. Il effectue son premier trajet le 23 novembre 1888 et entame alors des rotations entre Philadelphie, Rouen ou Dieppe. Il navigue pour le compte de l'armateur Robbe et Cie.

### 1902-1903
Il est propriété de l'armement Prentout-Leblond & E. Leroux de Rouen.

### 1903-1917
En juillet 1903, le bâtiment passe sous pavillon de la Norvège et est enregistré à Kristiania. Il navigue pour le compte de l'armement A/S Union.

### Une fin brutale
Le 21 avril 1917, le navire arbore le pavillon neutre de la Norvège. Il est manœuvré par 20 membres d'équipage. L'épouse du capitaine est aussi à bord. Ballasté, il quitte La Palice pour New-York. Malgré sa neutralité, il est intercepté par le U-boot UC 21 camouflé sommairement en voilier et aux ordres du capitaine Reinhold Saltzwedel. L'équipage et la femme du capitaine quittent le navire. L'U-boot est brièvement attaqué par air, plonge puis revient. Avec sa pièce de pont de 88 mm, il canonne le bateau par tribord. Le Ville de Dieppe sombre par 45° 59′ 30″ N, 1° 52′ 53″ O. Toutes les personnes à bord des canots sont secourues par le Germinal, sous-marin français. 
L'épave est retrouvée en 1998 par le chasseur de mines Capricorne (M 653) de la marine nationale française. L'épave qui est située à 22 milles de la pointe de Chassiron (Île d'Oléron) est devenue un spot de plongée.

## Caractéristiques
- Équipage: 20 au moment du naufrage.
- Gréement: Trois-mâts barque.
- Début: 23 novembre 1888.
- Longueur: 68,2 m.
- Maître-bau: 11,15 m.
- Tirant d'eau: 6,4 m.
- Jauge: 1254 tonneaux.
- Port en lourd: 2 000 t de pétrole but en vrac.
- Vitesse: ?
- Chantier naval: Oswald Mordaunt and Co, Woolston, Southampton.
- Armateur: Robbe et Cie, Dieppe, France (1888-1902), Pentou-Leblond & E Leroux, Rouen, France (1902-1903), A/S Unio, Kristiania, Norvège (1903-1917).
- Port d'attache: Dieppe, Rouen, Kristiania.

## Sources
- Jean Randier, Grands voiliers français : 1880-1930, construction, gréement, manœuvre, vie à bord, Grenoble, Éditions des Quatre Seigneurs, 1974, 363 p. (ISBN 978-2-852-31012-4, OCLC 1385215723), p. 202.
- Hervé Marsaud (ill. Hervé Marsaud, photogr. Pascal Hénaff), 60 épaves en Vendée et Charente-Maritime : de l'île d'Yeu à l'île d'Oléron, Challes-les-Eaux, Éd. Gap, coll. « Sports », 2011, 224 p. (ISBN 978-2-741-70419-5, OCLC 762722280), p. 159-166.
- Catherine Maillé-Virole, « Les Mutations de la marine marchande et la conteneurisation. Dossiers de visites. Paragraphe « Le pétrolier, du voilier au supertanker » », sur Musée national de la Marine, 2011.
- « Le Ville de Dieppe. Retour de l'enfant prodigue », sur GRIEME Groupe de recherches et d'identification d'épaves de Manche Est, 2010.